# Измерительный механизм
Измерительный механизм — совокупность элементов средства измерений, которые обеспечивают необходимое перемещение указателя (стрелки, светового пятна и т. д.)

## Электроизмерительные механизмы

### Магнитоэлектрический механизм
Магнитоэлектрический механизм состоит из цилиндрического постоянного магнита и магнитопровода. В рабочем зазоре между сердечником постоянного магнита и магнитопроводом образуется равномерное радиальное магнитное поле с магнитной индукцией. Подвижная катушка, выполненная из тонкого изолированного провода, помещена в рабочий зазор и укреплена на осях. Концы обмотки электрически соединены со спиральными пружинами. При наличии тока в катушке, на обе её стороны действуют силы, создающие вращательный момент прямо пропорциональный силе тока (согласно закону Ампера), который по мере поворота рамки уравновешивается механическим противодействующим моментом, создаваемым токоподводящими растяжками или пружинами. М. и. м. обладает высокой точностью и чувствительностью (ток, соответствующий максимальному отклонению рамки, в зависимости от конструкции механизма составляет от нескольких мкА до десятков мА), линейностью преобразования (шка́лы приборов с М. и. м. равномерны), малой чувствительностью к изменениям температуры окружающей среды и к внешним магнитным полям. 
Важно: Направление отклонения стрелки прибора с М. и. м. зависит от направления тока в рамке, поэтому приборы с М. и. м. непригодны для непосредственного измерения переменного тока (стрелка будет дрожать вблизи нулевого значения), а при измерении постоянного тока необходимо соблюдать полярность включения.

### Электромагнитный механизм
Электромагнитный механизм состоит из неподвижной катушки и укрепленной на оси подвижной пластинки из магнитномягкого материала. При наличии в катушке тока создается магнитное поле, которое намагничивает ферромагнитную пластинку, и она втягивается внутрь катушки. Возникающий при этом вращающий момент пропорционален квадрату тока. Часто квадратичную шкалу выравнивают, подбирая соответствующую форму ферромагнитной пластинки.

### Электродинамический механизм
Электродинамический механизм состоит из неподвижной и подвижной катушек, поршня и камеры. Подвижная катушка может поворачиваться вокруг оси внутри двух секций неподвижной катушки. При наличии в катушках токов возникают электромагнитные силы взаимодействия, стремящиеся повернуть подвижную катушку  по одной оси  с неподвижной. В результате возникает вращающий момент. При синусоидальных токах вращающий момент электродинамического измерительного механизма пропорционален произведению действующих значений токов в катушках и косинусу угла сдвига фаз между ними.

### Электростатический механизм
Электростатический механизм состоит из двух (и более) металлических изолированных пластин, выполняющих роль электродов. На неподвижные пластины подается потенциал одного знака, а на подвижные пластины — потенциал другого знака. Подвижная пластина вместе с указателем укреплена на оси и под действием сил электрического поля между пластинами поворачивается. При постоянном напряжении между пластинами вращающий момент пропорционален зарядам на этих пластинах, при синусоидальном напряжении подвижная часть механизма реагирует на среднее значение момента.

### Ферродинамический механизм
Принцип действия ферродинамического измерительного механизма так же как и электродинамического основан на взаимоиндукции двух магнитных потоков, созданных токами, протекающими по обмоткам подвижной и неподвижной катушек. Ферродинамические механизмы отличаются от электродинамических тем, что неподвижная катушка имеет магнитопровод из магнитомягкого материала, в результате магнитный поток, а значит и вращающий момент существенно возрастают.

### Индукционный механизм
Индукционный механизм состоит из двух неподвижных магнитопроводов с обмотками, подвижного алюминиевого диска, укрепленного на оси и постоянного магнита. Магнитные потоки создаваемые синусоидальными токами в обмотках и пронизывающие диск, смещены в пространстве. При этих условиях в диске образуется бегущее магнитное поле, под влиянием которого диск приходит во вращение. Магнит служит для создания тормозного момента. Среднее значение вращающего момента
пропорционально произведению токов в двух обмотках и синусу фазового угла между ними. Индукционные механизмы используются, главным образом, в счётчиках электрической энергии.

### Вибрационный (язычковый) механизм
Вибрационный электроизмерительный механизм представляет собой набор жёстко закреплённых на неподвижном основании упругих элементов (пластинок, язычков), приводимых в резонансные колебания при воздействии переменного магнитного или электрического поля..

### Биметаллический механизм
Биметаллический механизм — механизм, действие которого основано на деформации биметаллического элемента (из материалов, имеющих различные скорости теплового расширения, вызванного изменением температуры), обусловленной прямым или косвенным нагреванием его измеряемым током.  

### Магнитодинамический механизм
- Данных о практическом применении нет
- Патент РФ № 2028003, приоритет от 24.08.1992
- Формула изобретения:
  - МАГНИТОДИНАМИЧЕСКИЙ ИЗМЕРИТЕЛЬНЫЙ МЕХАНИЗМ, состоящий из магнитопровода с обмоткой и индикаторным устройством, отличающийся тем, что магнитопровод выполнен в виде многослойной спирали из ферромагнитного материала, на поверхности которого в косом пазу под заданным углом размещен электроизолированный провод с выводами, образующий пространственную коническую спиральную обмотку, а в качестве индикатора использованы два полых цилиндра со взаимно скрещенными под заданным углом линиями, одна из которых закреплена на корпусе, а другая - на центральном стержне спирального многослойного магнитопровода.

## Измерительные механизмы других систем

### Механизм часового типа
В механизмах часового типа перемещение стрелки обеспечивается за счёт системы зубчатых колёс. Такие механизмы применяются в механических и электромеханических приборах измерения времени (часах, секундомерах, хронометрах), а также в индикаторах часового типа, граммометрах часового типа, шагомерах и других устройствах

### Механизм микрокатора
Микрокатор (инструмент для измерения малых перемещений) имеет механизм в виде скрученной в средней части ленточной пружины, при растягивании поворачивающейся на определённый угол. Механизм микрокатора используется в малогабаритных пружинных измерительных головках — микаторах, пружинно-рычажных индикаторах — миникаторах, пружинно-оптических измерительных головках — оптикаторах.

### Механизм центробежной системы
В центробежном механизме вертикальное плечо регулятора, удерживаемое пружиной, вращается вместе с приводным шпинделем. Пара грузов, подвешенных к плечу регулятора, отбрасываются в стороны центробежной силой, так что расстояние, на которое смещается плечо регулятора, пропорционально скорости. Это смещение передается на стрелку прибора. Этот измерительный механизм используется преимущественно в механических спидометрах и тахометрах.